# Austra (ö)

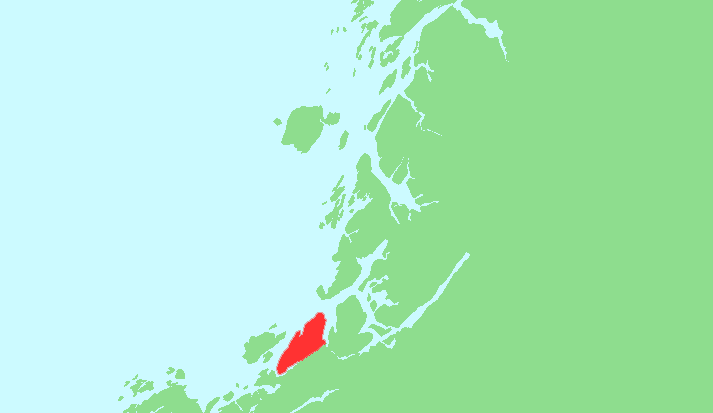
Det rödmarkerade på kartan är Austra.

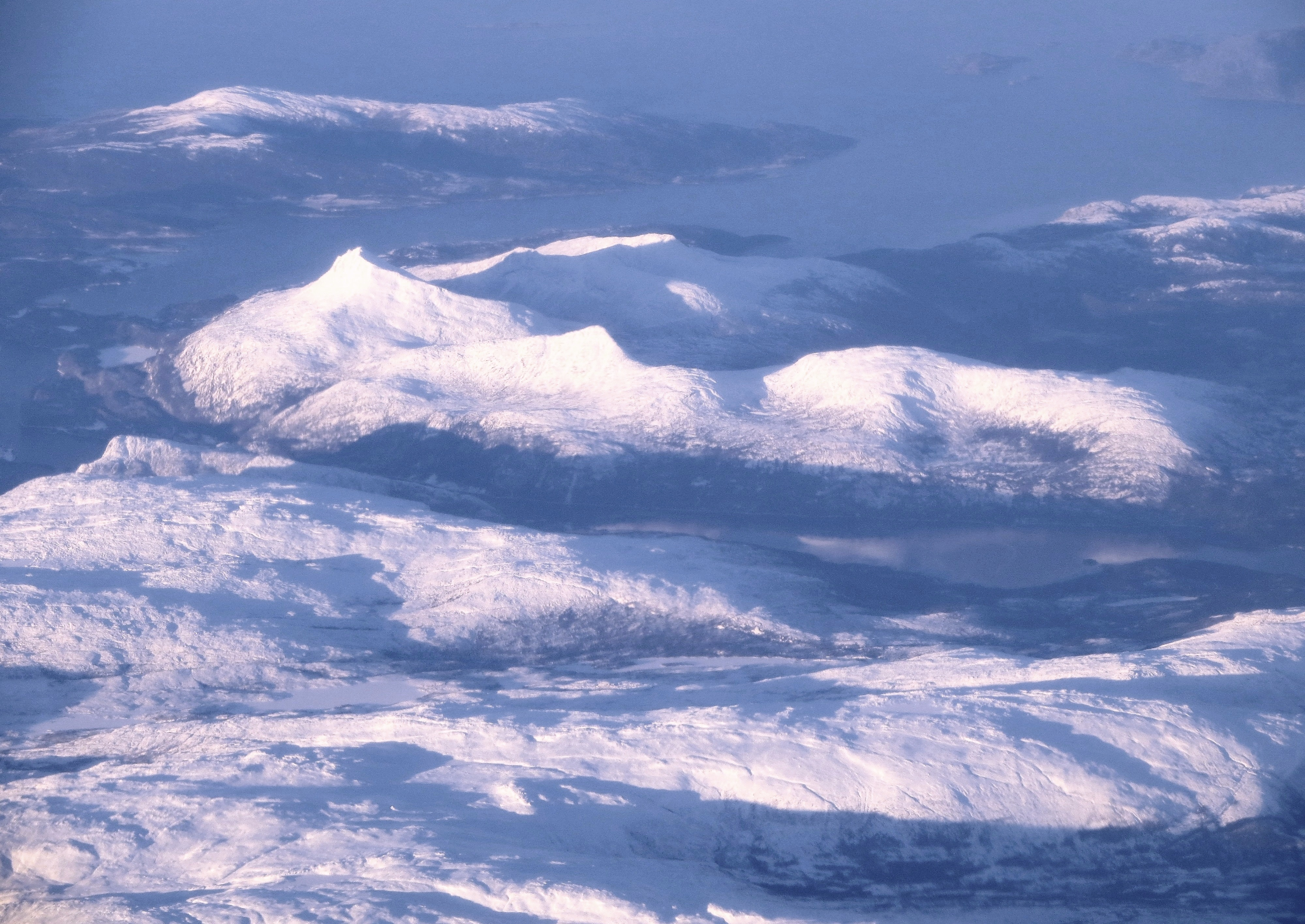
Bindals kommun med Austra i bakgrunden.

Austra är en ö på gränsen mellan Trøndelag fylke och Nordland fylke i Norge. Ön, som har 255 invånare (2019), är delad mellan de tre kommunerna Bindal, Leka och Nærøysund. Ytan är 88 km². Högsta punkt är Romsskåla, 588 meter över havet. Mellan Austra och fastlandet ligger Årsetfjorden.